# مارت یوسی
مارت یوسی (استونیایی: Mart Jüssi؛ زادهٔ ۲۱ مارس ۱۹۶۵) سیاستمدار و نماینده سابق مجلس اهل استونی است.